# جوديث هوارد
جوديث هوارد هي عالمة بلورات ‏ وكيميائية كندية، ولدت في 21 أكتوبر 1945 في Cleethorpes ‏ في المملكة المتحدة.